# San Remigio (Corzoneso)

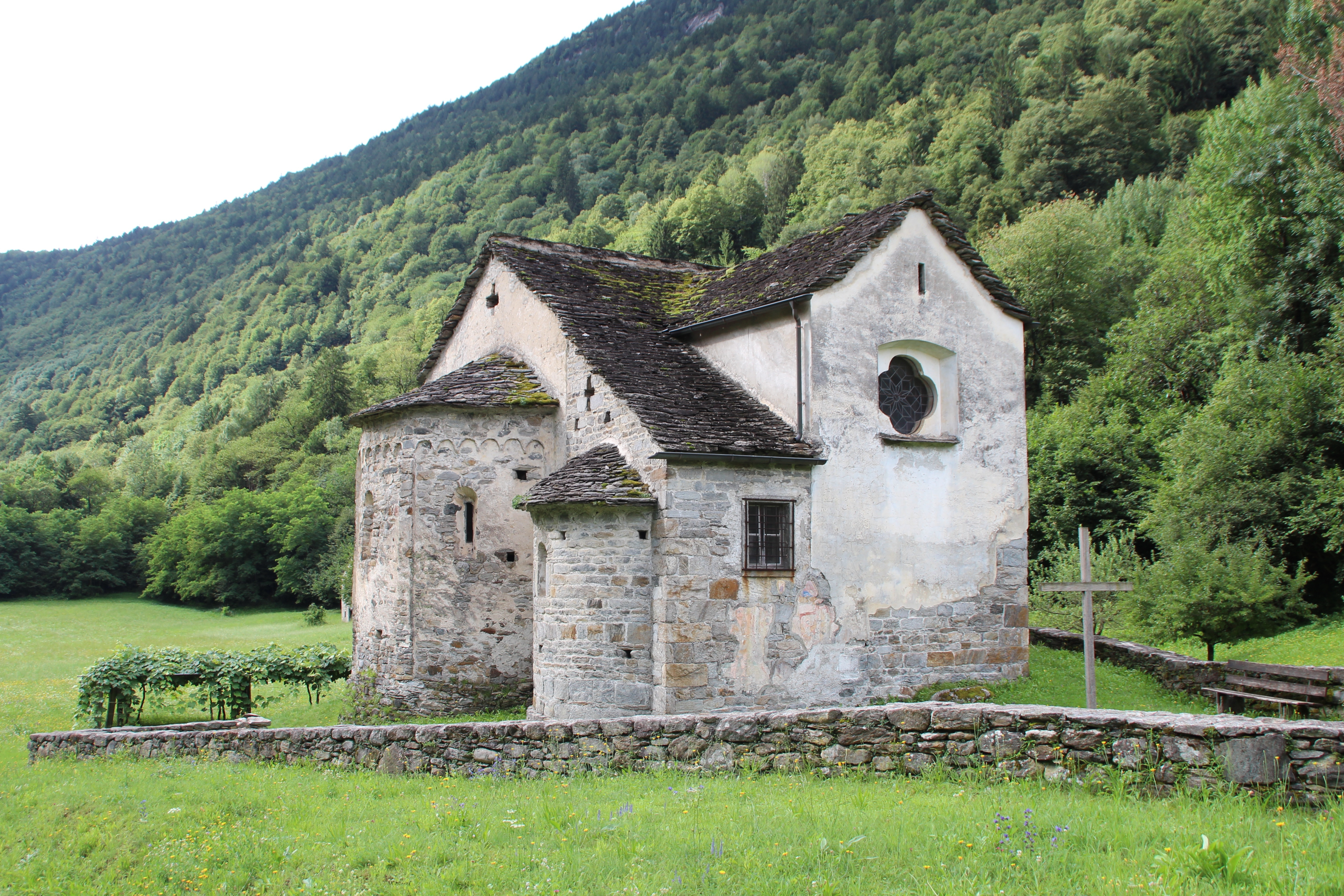
San Remigio

Das Oratorium San Remigio steht südlich ausserhalb von Corzoneso-Boscero in etwa 500 m ü. M. im Bleniotal des Schweizer Kantons Tessin.

## Beschreibung

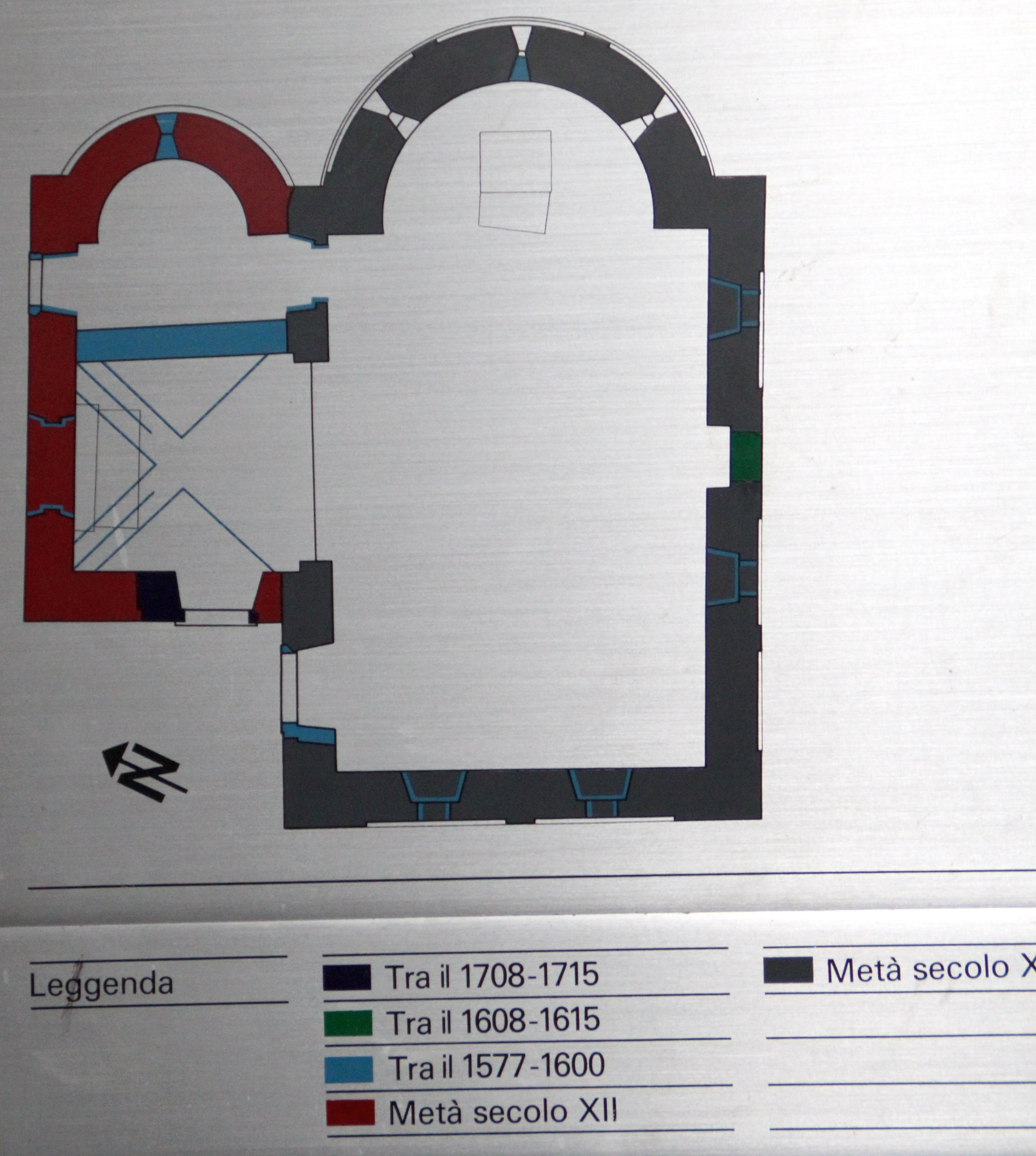
Übersicht

Das Kirchlein ist zweischiffig mit zwei Apsiden. Der Kernbau und älteste Teil im Norden stammt aus dem 11. Jahrhundert; erstmals erwähnt wird der Bau 1249. Langhaus, Westfassade und Apsis des ursprünglichen Baus sind mit Lisenen verziert. Im 12. Jahrhundert wurde die Kapelle um das verkürzte südliche Schiff mit kleiner Apsis erweitert.
Als 1945 manieristische Fresken aus der Werkstatt der Tarilli aus dem späten 16. oder frühen 17. Jahrhundert abgelöst wurden, traten in der Apsis und im Torbogen des Kernbaus spätromanische Wandmalereien zutage. Sie zeigen, wie in den Tessiner Landkirchen des Hochmittelalters üblich, die Majestas Domini, darunter die Apostel. Die Malereien wurden auf eine Leinwand übertragen, die nun vor dem Seitenaltar hängt.
Im Apsisbogen erscheint eine Verkündigungsgruppe, an der Südwand ist Nikolaus im Bischofsornat und daneben Christophorus dargestellt, zu dessen Füssen sich im Wasser Fische tummeln. Die Darstellung des Remigius und der Muttergottes stammen aus dem 15. Jahrhundert.

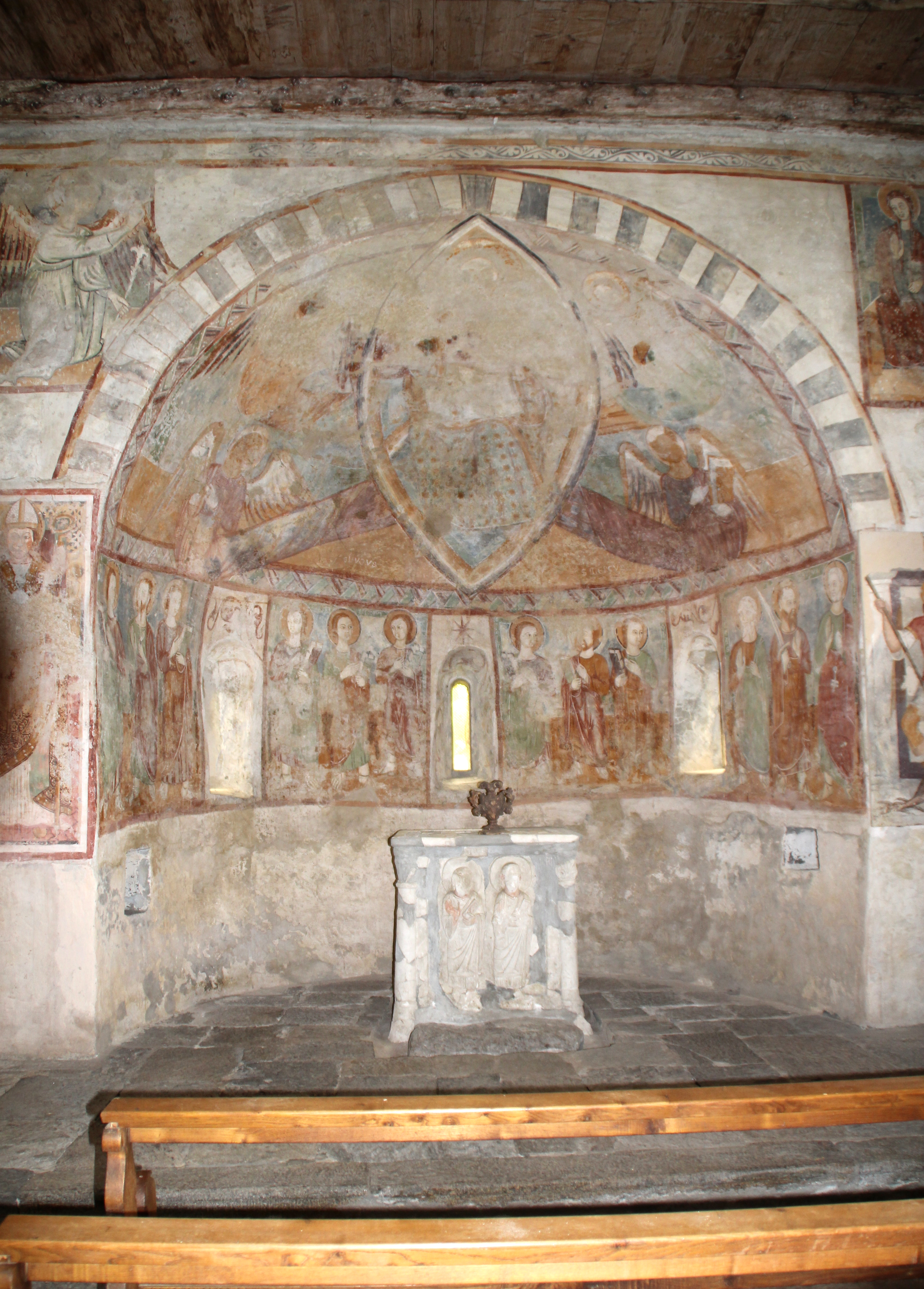
Apsis
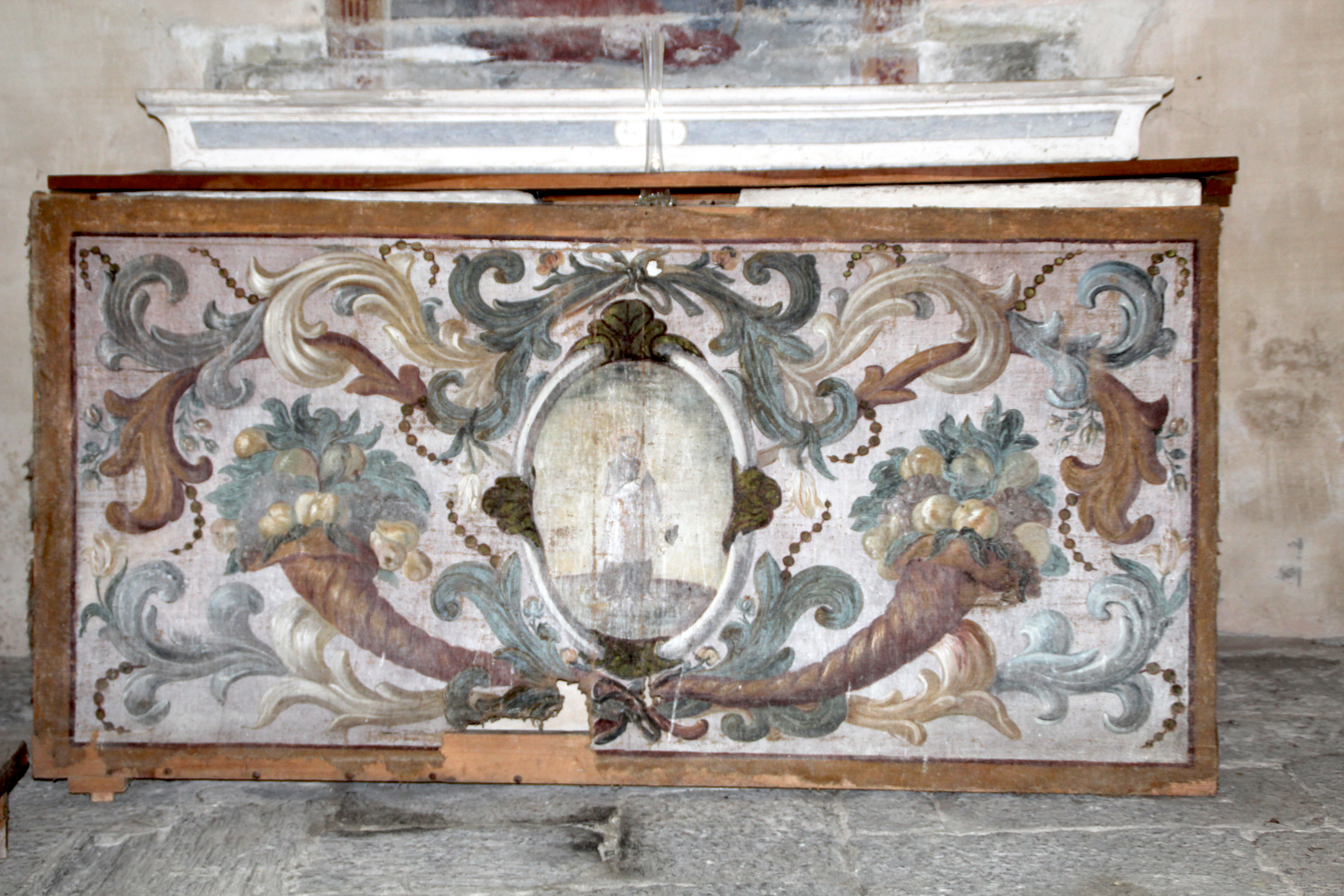
Auf Leinwand übertragene Malereien
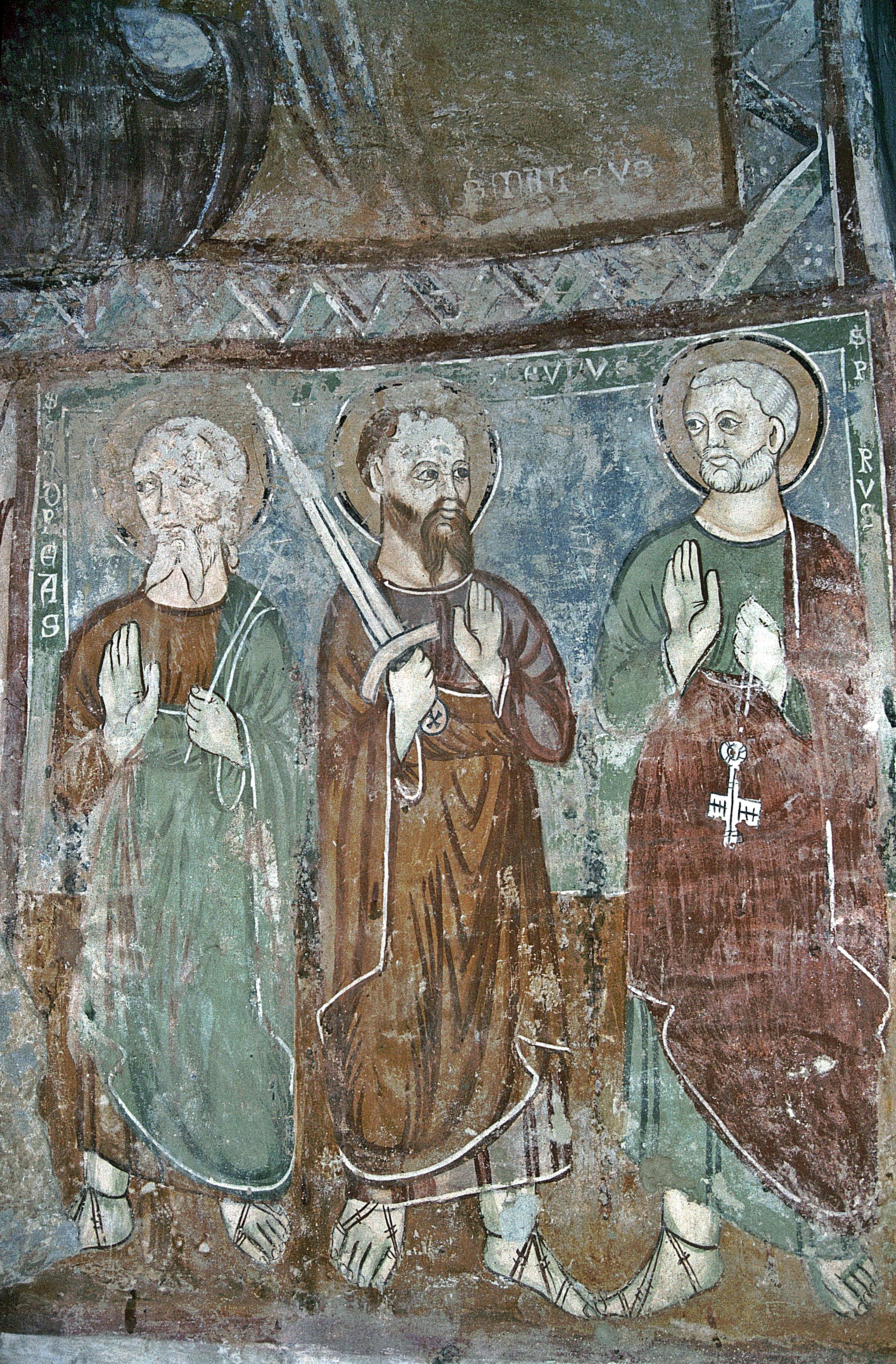
Apostelgruppe
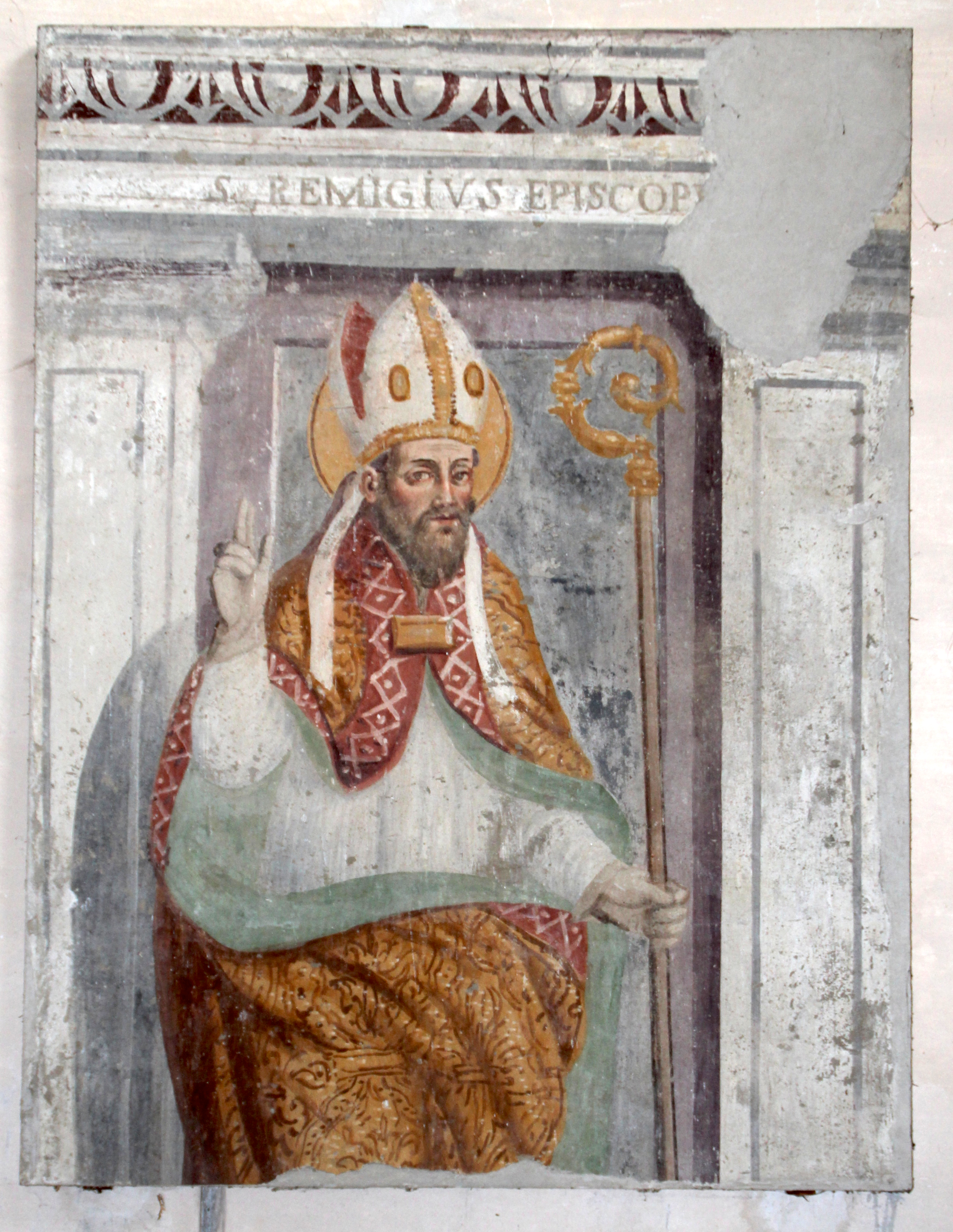
Remigius
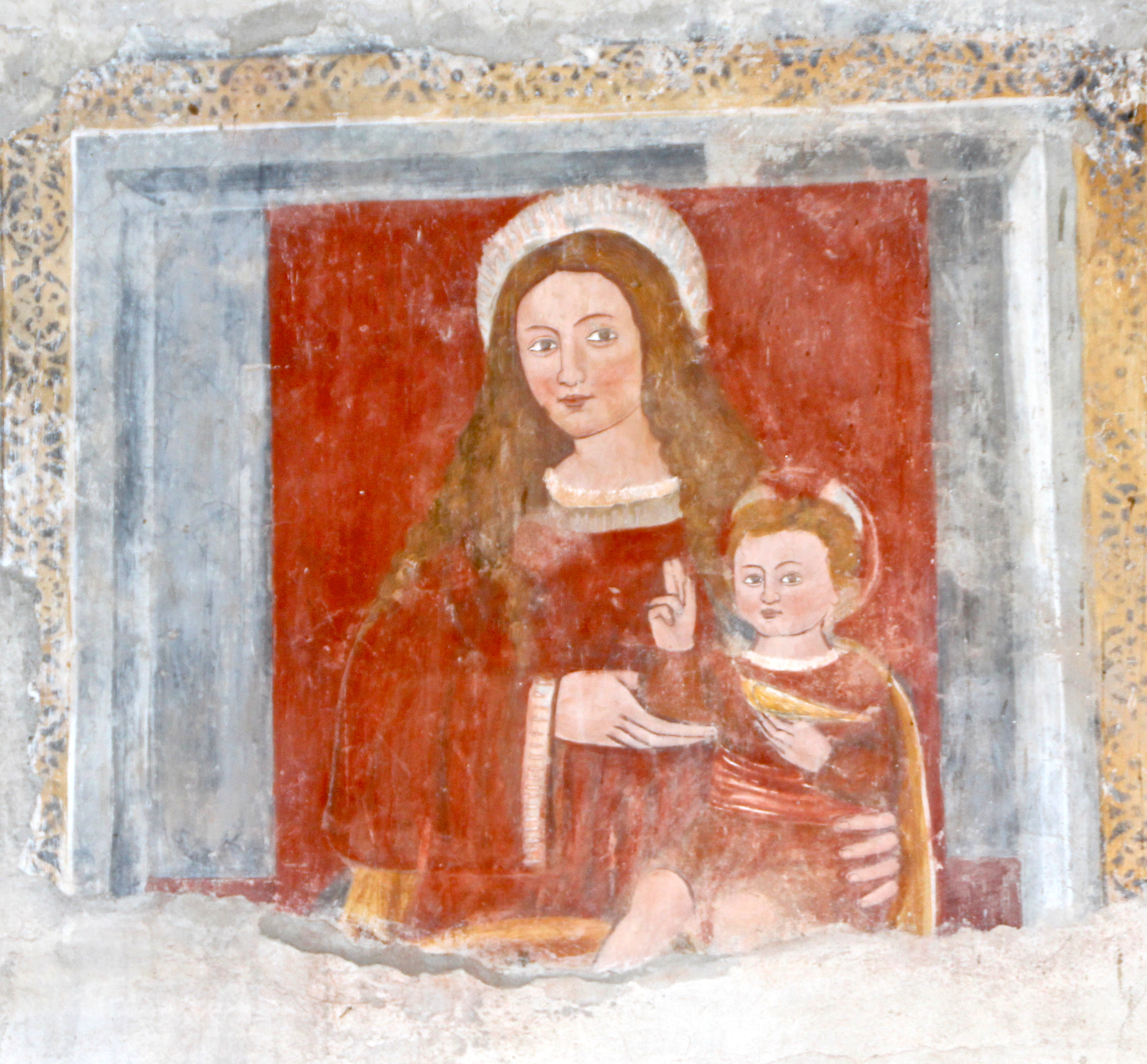
Muttergottes
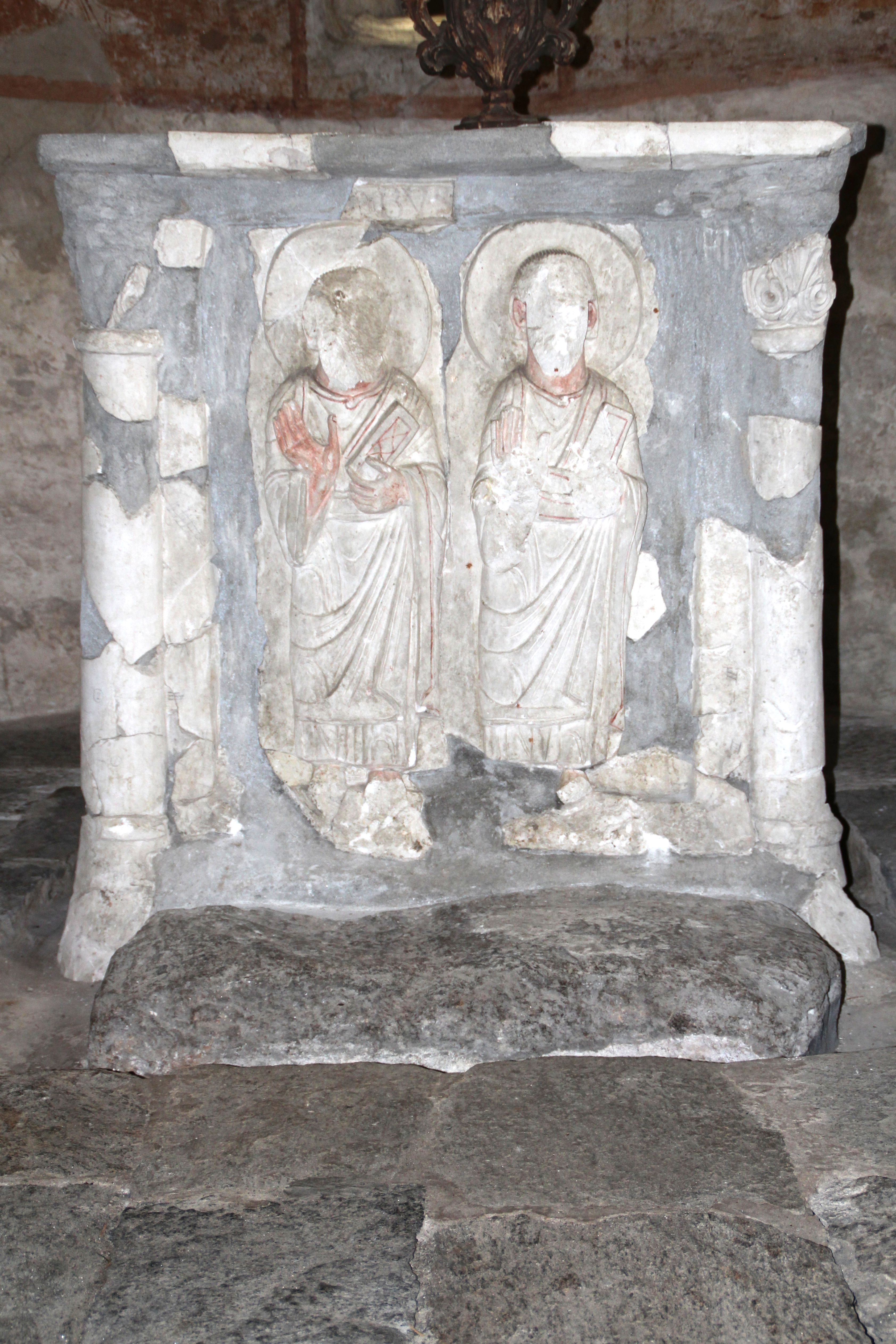
Altar

Der Blockaltar ist mit Stuck-Plastiken aus romanischer Zeit geschmückt. Auf der Vorderseite stehen, von Halbsäulen gerahmt, zwei Apostel mit antikisierenden Gewändern. Ihre Köpfe sind zerstört, die Körper sind identisch und wurden mit Schablonen oder Gussformen gestaltet. Beide halten in der linken Hand ein Buch, die rechte ist grüssend erhoben. Die Gewänder und die grossen Hände weisen auf ottonische Entstehungszeit zurück, die gedrängten Körperproportionen eher auf die ersten Jahrzehnte des 12. Jahrhunderts. Der Altar wurde in den 1940er-Jahren vom Bildhauer Giovanni Genucci aus dem Bleniotal teilweise rekonstruiert.